# John S. Lewis
John S. Lewis (* 27. Juni 1941 in Trenton) ist ein US-amerikanischer Astrophysiker.
Lewis war Professor für Planetologie an der University of Arizona (Lunar and Planetary Laboratory). Zudem unterrichtete er Planetologie und Kosmochemie am Massachusetts Institute of Technology, er ist ein Experte für die chemische Zusammensetzung von Asteroiden und Kometen.
1976 wurde er mit der James B. Macelwane Medal ausgezeichnet.
Seit 2013 ist John Lewis wissenschaftlicher Leiter (Chief Scientist) bei Deep Space Industries. Ein Unternehmensziel der Firma ist es, Bergbau im Weltraum zu betreiben.

## Bibliographie
- Comet and Asteroid Impact Hazards on a Populated Earth: Computer Modeling. Academic Press, 1999, ISBN 0-124-46760-1.
- Mining the Sky: Untold Riches from the Asteroids, Comets, and Planets.  Perseus Publishing, 1997, ISBN 0-201-32819-4.
- Rain Of Iron And Ice: The Very Real Threat Of Comet And Asteroid Bombardment. Helix Books, 1997, ISBN 0-201-15494-3.
- Asteroid mining 101: wealth for a new space economy. Deep Space Ind. Inc., 2014, ISBN 978-0-9905842-0-9.